# Full Members Cup 1986-87
La Full Members Cup 1986/87 fue la segunda edición de esta competición de fútbol. Se disputó entre el 16 de septiembre de 1986 y el 29 de marzo de 1987. La final se celebró en el Wembley Stadium de Londres.

## Primera Ronda
| 16 de septiembre de 1986 | Huddersfield Town | 1:2 | Blackburn Rovers | Leeds Road, Huddersfield |  |

| 16 de septiembre de 1986 | Ipswich Town | 3:2 | Plymouth Argyle | Portman Road, Ipswich |  |

| 16 de septiembre de 1986 | Oldham Athletic | 0:1 | Derby County | Boundary Park, Oldham |  |

| 16 de septiembre de 1986 | Portsmouth | 4:0 | Crystal Palace | Fratton Park, Portsmouth |  |

| 16 de septiembre de 1986 | Sunderland | 1:1 (8 – 7 p.) | Barnsley | Roker Park, Sunderland |  |

| 30 de septiembre de 1986 | Stoke City | 1:2 | Sheffield United | Victoria Ground, Stoke-on-Trent |  |

| 1 de octubre de 1986 | Brighton & Hove Albion | 0:3 | Birmingham City | Goldstone Ground, Hove |  |

| 1 de octubre de 1986 | Leeds United | 0:1 | Bradford City | Elland Road, Leeds |  |

| 21 de octubre de 1986 | Grimsby Town | 1:3 | Hull City | Blundell Park, Grimsby |  |

| 21 de octubre de 1986 | Millwall | 2:0 | West Bromwich Albion | The Den, Londres |  |

| 4 de noviembre de 1986 | Shrewsbury Town | 0:1 | Reading | Gay Meadow, Shrewsbury |  |

## Segunda Ronda
| 4 de noviembre de 1986 | Blackburn Rovers | 1:0 | Sheffield United | Ewood Park, Blackburn |  |

| 4 de noviembre de 1986 | Bradford City | 3:2 | Sunderland | Valley Parade, Bradford |  |

| 4 de noviembre de 1986 | Charlton Athletic | 3:2 | Birmingham City | The Valley, Londres |  |

| 4 de noviembre de 1986 | Manchester City | 3:1 | Wimbledon | Maine Road, Mánchester |  |

| 4 de noviembre de 1986 | Norwich City | 2:1 | Coventry City | Carrow Road, Norwich |  |

| 4 de noviembre de 1986 | Portsmouth | 3:2 | Millwall | Fratton Park, Portsmouth |  |

| 12 de noviembre de 1986 | Aston Villa | 4:1 | Derby County | Villa Park, Birmingham |  |

| 25 de noviembre de 1986 | Reading | 0:2 | Ipswich Town | Elm Park, Reading |  |

| 25 de noviembre de 1986 | Southampton | 2:1 | Hull City | The Dell, Southampton |  |

## Tercera Ronda
| 25 de noviembre de 1986 | Charlton Athletic | 2:0 | Bradford City | The Valley, Londres |  |

| 25 de noviembre de 1986 | Sheffield Wednesday | 0:1 | Portsmouth | Hillsborough Stadium, Sheffield |  |

| 25 de noviembre de 1986 | West Ham United | 1:2 | Chelsea | Boleyn Ground, Londres |  |

| 26 de noviembre de 1986 | Manchester City | 1:0 | Watford | Maine Road, Mánchester |  |

| 2 de diciembre de 1986 | Ipswich Town | 1:0 | Aston Villa | Portman Road, Ipswich |  |

| 3 de diciembre de 1986 | Everton | 5:2 | Newcastle United | Goodison Park, Liverpool |  |

| 9 de diciembre de 1986 | Southampton | 1:2 | Norwich City | The Dell, Southampton |  |

| 20 de enero de 1987 | Blackburn Rovers | 4:3 | Oxford United | Ewood Park, Blackburn |  |

## Cuartos de final
| 31 de enero de 1987 | Manchester City | 2:3 | Ipswich Town | Maine Road, Mánchester |  |

| 25 de febrero de 1987 | Norwich City | 3:1 | Portsmouth | Carrow Road, Norwich |  |

| 3 de marzo de 1987 | Blackburn Rovers | 3:0 | Chelsea | Ewood Park, Blackburn |  |

| 3 de marzo de 1987 | Everton | 2:2 (1 – 3 p.) | Charlton Athletic | Goodison Park, Liverpool |  |

## Semifinales
| 10 de marzo de 1987 | Charlton Athletic | 2:1 | Norwich City | The Valley, Londres |  |

| 11 de marzo de 1987 | Blackburn Rovers | 3:0 | Ipswich Town | Ewood Park, Blackburn |  |

## Final
| 1  | POR | Vince O'Keefe     |  |
| 2  | DEF | Chris Sulley      |  |
| 3  | DEF | David Mail        |  |
| 4  | DEF | Colin Hendry      |  |
| 5  | DEF | Glenn Keeley      |  |
| 6  | DEF | Chris Price       |  |
| 7  | MED | Scott Sellars 73' |  |
| 8  | MED | Alan Ainscow      |  |
| 9  | MED | Simon Barker      |  |
| 10 | DEL | Ian Miller        |  |
| 11 | DEL | Simon Garner      |  |
| DT | DT  | Don Mackay        |  |

| 1  | POR | Bob Bolder      |  |
| 2  | DEF | John Humphrey   |  |
| 3  | DEF | Mark Reid       |  |
| 4  | DEF | Andy Peake      |  |
| 5  | DEF | Steve Thompson  |  |
| 6  | MED | Paul Miller     |  |
| 7  | MED | Ralph Milne     |  |
| 8  | MED | Rob Lee         |  |
| 9  | MED | Jim Melrose     |  |
| 10 | DEL | Colin Walsh     |  |
| 11 | DEL | George Shipley  |  |
| DT | DT  | Lennie Lawrence |  |

| 12 | MED | Mark Patterson | 73' |

|  | 87' | Colin Hendry | 1-0 |

| Árbitro | B. Stevens |

| 1  | POR | Vince O'Keefe     |  |
| 2  | DEF | Chris Sulley      |  |
| 3  | DEF | David Mail        |  |
| 4  | DEF | Colin Hendry      |  |
| 5  | DEF | Glenn Keeley      |  |
| 6  | DEF | Chris Price       |  |
| 7  | MED | Scott Sellars 73' |  |
| 8  | MED | Alan Ainscow      |  |
| 9  | MED | Simon Barker      |  |
| 10 | DEL | Ian Miller        |  |
| 11 | DEL | Simon Garner      |  |
| DT | DT  | Don Mackay        |  |

| 1  | POR | Bob Bolder      |  |
| 2  | DEF | John Humphrey   |  |
| 3  | DEF | Mark Reid       |  |
| 4  | DEF | Andy Peake      |  |
| 5  | DEF | Steve Thompson  |  |
| 6  | MED | Paul Miller     |  |
| 7  | MED | Ralph Milne     |  |
| 8  | MED | Rob Lee         |  |
| 9  | MED | Jim Melrose     |  |
| 10 | DEL | Colin Walsh     |  |
| 11 | DEL | George Shipley  |  |
| DT | DT  | Lennie Lawrence |  |

| 12 | MED | Mark Patterson | 73' |

|  | 87' | Colin Hendry | 1-0 |

| Árbitro | B. Stevens |

| Bandera de Inglaterra                      |
| Campeón Blackburn Rovers F. C. 1.er título |